# Шельська культура
Шельська культура (інша назва — Абвільська культура) — археологічна культура раннього палеоліту (700—300 тис. pp.), названа від місцевості Шель поблизу Парижа, де знайдено кам'яні вироби.
Пам'ятки шельської культури поширені в південних районах Європи та Азії, в Україні поблизу села Королеве на Закарпатті, де знайдено ручні рубила, сікачі, скребла, ножі та ін. знаряддя близько 500-тисячної давності. За шельською культурою слідує ашельська культура.
| Атерійський наконечник | Це незавершена стаття з археології. Ви можете допомогти проєкту, виправивши або дописавши її. |